# Parafia Najświętszego Serca Pana Jezusa w Radowie Wielkim
Parafia pw. Najświętszego Serca Pana Jezusa w Radowie Wielkim – parafia rzymskokatolicka, należąca do dekanatu Resko, archidiecezji szczecińsko-kamieńskiej, metropolii szczecińsko-kamieńskiej. W parafii posługują księża archidiecezjalni. Według stanu na wrzesień 2018 proboszczem parafii był ks. Jacek Szunejko. Zgodnie ze stanem na 2023 r. aktualnym proboszczem parafii jest ks. Marek Halec.  

## Miejsca święte

### Kościół parafialny
Kościół Najświętszego Serca Pana Jezusa w Radowie Wielkim

### Kościoły filialne i kaplice
- Kościół św. Antoniego w Dorowie[1]
- Kościół Zwiastowania Najświętszej Maryi Panny w Gostominie[1]
- Kościół Narodzenia Najświętszej Maryi Panny w Mołdawinie[1]